# Krasobruslení na Letních olympijských hrách 1920
Krasobruslení na Letních olympijských hrách 1920 se konalo v již dubnu, což bylo čtyři měsíce před ostatními olympijskými akcemi těchto her. Soutěžilo se ve třech disciplínách v hale Ice Palace v Anverpách.

## Medailové pořadí zemí
| Pořadí | Země                         | Zlato | Stříbro | Bronz | Celkově |
| ------ | ---------------------------- | ----- | ------- | ----- | ------- |
| 1.     | Švédsko (SWE)                | 2     | 1       | 0     | 3       |
| 2.     | Finsko (FIN)                 | 1     | 0       | 0     | 1       |
| 3.     | Norsko (NOR)                 | 0     | 2       | 1     | 3       |
| 4.     | Velká Británie (GBR)         | 0     | 0       | 1     | 1       |
| 4.     | Spojené státy americké (USA) | 0     | 0       | 1     | 1       |
|        | Celkem                       | 3     | 3       | 3     | 9       |

## Medailisté

### Muži
| Disciplína | Zlato                            | Výkon   | Stříbro                      | Výkon   | Bronz                         | Výkon   |
| ---------- | -------------------------------- | ------- | ---------------------------- | ------- | ----------------------------- | ------- |
| muži       | Gillis Grafström · Švédsko (SWE) | 2838,50 | Andreas Krogh · Norsko (NOR) | 2634,00 | Martin Stixrud · Norsko (NOR) | 2561,50 |

### Ženy
| Disciplína | Zlato                                 | Výkon  | Stříbro                       | Výkon  | Bronz                                          | Výkon  |
| ---------- | ------------------------------------- | ------ | ----------------------------- | ------ | ---------------------------------------------- | ------ |
| ženy       | Magda Mauroy-Julinová · Švédsko (SWE) | 913,50 | Svea Norénová · Švédsko (SWE) | 887,75 | Theresa Weldová · Spojené státy americké (USA) | 898,00 |

### Smíšené soutěže
| Disciplína        | Zlato                                                   | Výkon | Stříbro                                     | Výkon | Bronz                                                      | Výkon |
| ----------------- | ------------------------------------------------------- | ----- | ------------------------------------------- | ----- | ---------------------------------------------------------- | ----- |
| sportovní dvojice | Finsko (FIN) · Ludowika Jakobssonová · Walter Jakobsson | 80,75 | Norsko (NOR) · Alexia Brynová · Yngvar Bryn | 72,75 | Velká Británie (GBR) · Phyllis Johnsonová · Basil Williams | 66,25 |